# New Wave (Literatur)
Als New Wave wird eine literarische Strömung in der (vor allem britischen) Science-Fiction der 1960er Jahre bezeichnet, die auf eine Erneuerung des Genres abzielte.

## Literarischer Anspruch
Ziel der New Wave war, mit den etablierten Konventionen der Gernsback- und Campbell-SF zu brechen. Die New Wave war am stärksten in Großbritannien von 1963 bis Anfang der 1970er Jahre. Zentrales Organ dieser Strömung, deren Name sich explizit an die französische Nouvelle Vague des Kinos anlehnte, war die britische SF-Zeitschrift New Worlds. 
Die beiden wichtigsten Protagonisten waren Michael Moorcock, der vor allem als Herausgeber und Propagator fungierte, und J. G. Ballard, die literarische Leitfigur der Bewegung. William S. Burroughs diente beiden als großes Vorbild. 
Viele Vertreter aber stammten auch aus den USA. 
Wichtig war die von Harlan Ellison 1967 herausgegebene amerikanische Anthologie Dangerous Visions. Als Vorläufer können Alfred Bester, Ray Bradbury, Algis Budrys, Fritz Leiber, Catherine Lucile Moore und Theodore Sturgeon gelten.
Die New Wave legte eine experimentellere Haltung bezüglich Form und Inhalt der Science-Fiction an den Tag, verbunden mit einer sich selbstbewusst von der Groschenliteratur abgrenzenden, hochliterarisch ambitionierten Haltung. Die Exponenten der Strömung kritisierten die bestehende Science-Fiction als konservative Literatur, die sowohl inhaltlich wie formal im Stillstand verharrte. Gefordert wurde eine Erneuerung der SF-Literatur, die formal mit der „ernsthaften“ Literatur gleichziehen sollte.
Die New Wave war jedoch zu keinem Zeitpunkt eine homogene Bewegung, und der Anspruch auf Erneuerung der Science-Fiction wurde nur in wenigen Beispielen wirklich realisiert. Viele der programmatischen Texte der New Wave sind in sich widersprüchlich. Moorcock verabschiedete sich von der stark inhaltlichen Ausrichtung und plädierte für eine Aufwertung des Stils. Hatten Gernsback und Campbell die Science-Fiction stets inhaltlich definiert und formale Fragen fast vollständig ausgeblendet, bezog sich Moorcock explizit auf ästhetizistische Positionen des 19. und frühen 20. Jahrhunderts.

## Experimentellere Formen
Tatsächlich zeichnen sich die Texte der New Wave durch eine für die Science-Fiction bis dahin unbekannte Experimentierfreude aus, zahlreiche stilistische Mittel, die der Science-Fiction bis dahin fremd waren, fanden Eingang in den Modus: Montagetechnik, stream of consciousness, Ironie, multiperspektivisches und assoziatives Erzählen, unzuverlässiger Erzähler, eine stark rhythmisierte Sprache und typographische Spielereien. In den meisten Fällen handelte es sich dabei freilich nicht um genuine Neuerungen der Science-Fiction, sondern um stilistische Mittel der avantgardistischen Literatur der Jahrhundertwende und des frühen 20. Jahrhunderts. Die Science-Fiction holte mit der New Wave also vor allem allgemeine literarische Entwicklungen nach.

## Inhaltliche Neuerungen
Mindestens ein Teil der New-Wave-Autoren strebte aber nicht nur eine formale, sondern eine inhaltliche Erneuerung an. Die New Wave distanzierte sich deutlich von der optimistischen, prinzipiell technikbejahenden Science-Fiction des Golden Age. Der Hoffnung, dass sich die Natur durchschauen und beherrschen lasse, wurde eine klare Absage erteilt; die Grundstimmung der New Wave ist meist pessimistisch und introspektiv. Die Autoren waren weniger an großartigen technischen Neuerungen interessiert, stattdessen thematisierten sie bis dahin tabuisierte Bereiche wie Sex und Drogen; statt der Eroberung des Weltalls war die Erforschung des inner space der Seele angesagt.
Andere Erzählungen rankten sich um die Funktionsmechanismen der Massenmedien oder ganzer Gesellschaftssysteme, oder behandelten dystopische Themen wie Entropie und Zeitrichtung, oder Krisen- und Weltuntergangsszenarien. Ein politischer Subtext lässt sich bei Brian Aldiss, Thomas Michael Disch ausmachen, der sich teils von marxistischen und sozialistischen Traditionen beeinflusst gegen die Hegemonie der amerikanischen Kultur sowie die Technikgläubigkeit der campbellschen Science-Fiction richtete. In den USA wurde die New Wave in engem Zusammenhang mit der politischen Linken und der Protestbewegung gegen den Vietnamkrieg gesehen.

## Vertreter der New Wave
Wichtige Schriftsteller der New Wave waren:
- Brian Aldiss,
- James Graham Ballard,
- John Brunner,
- Samuel R. Delany,
- Philip K. Dick,
- Thomas Michael Disch,
- Harlan Ellison,
- Philip José Farmer,
- M. John Harrison,
- Ursula K. Le Guin,
- James Tiptree Jr.,
- Michael Moorcock,
- Robert Silverberg,
- Clifford D. Simak,
- Norman Spinrad,
- Roger Zelazny.